# チェリオ (イタリア)

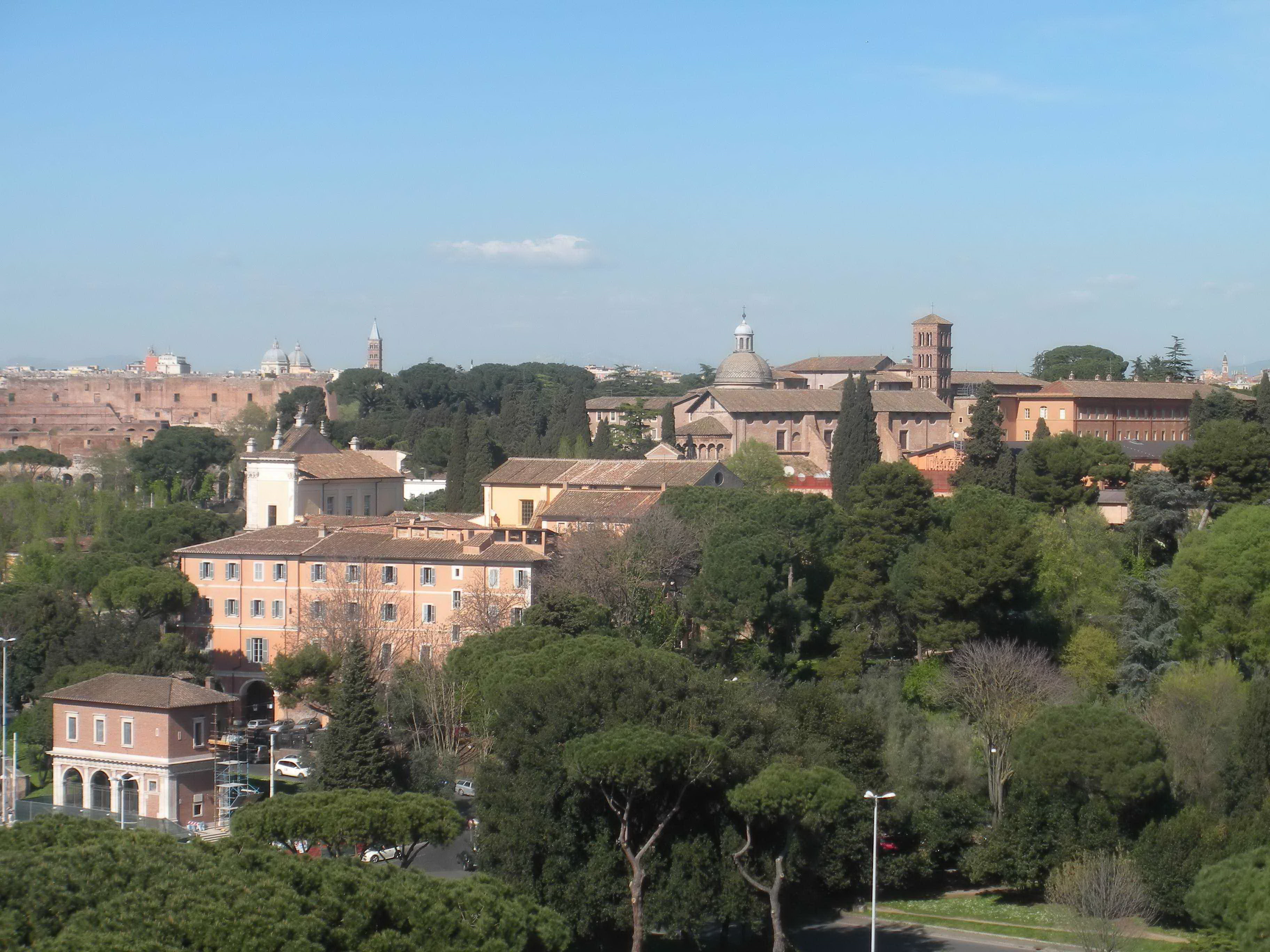
チェリオからの眺め（西側）

チェリオ（イタリア語: Celio，ラテン語: Caelius カエリウス）は、ローマの街の元になったローマの七丘の一つ。チェリオの丘（イタリア語: Colle Celio，ラテン語: Mons Caelius）とも表記される。
アウレリアヌス城壁で囲まれるローマ市街地の南東に位置し、マッジョーレ門付近の高台を“付け根”とし、南西向きに長さ約2km、幅400mから500mの細長い丘で、丘の“先端”にあたる部分にはサンティ・ジョヴァンニ・エ・パオロ聖堂が建っている。チェリオの丘の西側には谷（サン・グレゴリオ通り）を挟んでパラティーノの丘が、北側も谷（ラビカナ通りやマンツォーニ通り）を挟んでエスクイリーノの丘がある。20世紀末時点の標高は51mであり、エスクイリーノの58mに次いで高い。
伝承によれば、王政時代にトゥッルス・ホスティリウスがアルバ・ロンガを破壊したときにアルバからローマに移住した人々がカエリウスの丘に住んだという。

## 古代ローマ時代の地形と位置関係
紀元前31年のローマの地図上に示した、ローマの七丘およびその他の主要地形の名称。都市を囲む黒点線はセルウィウス城壁
初期ローマの七丘
都市ローマ成立前に人が定住したと伝えられる七丘で、オッピウス（オッピオ）、パラティウム（パラティーノの東側）、ウェリア（ヴェーリア）、ファグタル（オッピオの一部）、ケルマルス（パラティーノの西側）、カエリウス（チェリオ）、キスピウスの7つである。
※カッコ内は現代のイタリア語での表記。
ローマの七丘

都市ローマの起源となったローマの七丘は、アウェンティヌス（アヴェンティーノ）、カピトリヌス（カンピドリオ）、カエリウス（チェリオ）、エスクイリヌス（エスクイリーノ）、パラティヌス（パラティーノ）、クイリナリス（クイリナーレ）、ウィミナリス（ヴィミナーレ）の7つである。
※カッコ内は現代のイタリア語での表記。
現代のローマ七丘
アウェンティヌス（アヴェンティーノ）、カピトリヌス（カンピドリオ）、パラティヌス（パラティーノ）、クイリナリス（クイリナーレ）、ホルトゥロルム（ピンチョ）、ヤニクルム（ジャニコロ）、オッピウス（オッピオ）の7つである。
※カッコ内は現代のイタリア語での表記。

## 見どころ
チェリオの丘の東端である“付け根”にはローマ時代にはプラエネスティーナ門と呼ばれていたマッジョーレ門がある。マッジョーレ門の南側には古代ローマ時代のカストレンセ円形競技場跡とサンタ・クローチェ・イン・ジェルサレンメ聖堂がある。ここからチェリオの丘の南側に沿ってアウレリアヌス城壁が、サン・ジョバンニ・イン・ラテラノ大聖堂やラテラノ宮殿付近を通過してメトロニア門まで続いている。
メトロニア門付近で丘は西向きに折れる形になり、南側の谷底にはカラカラ浴場とアッピア街道がある。ここから西の部分にはサント・ステーファノ・ロトンド聖堂やサンティ・ジョヴァンニ・エ・パオロ聖堂など複数の教会や、チェリモンタナ庭園などがある。チェリオの丘の尾根筋には、マッジョーレ門からサンティ・ジョヴァンニ・エ・パオロ聖堂付近までクラウディア水道の水道橋の遺構が残っている。チェリオの丘の西端の先、パラティーノの丘との間の谷間には、フラウィウス円形闘技場（コロッセオ）やコンスタンティヌスの凱旋門がある。